# Église San Matteo in Campo Orto
L'église San Matteo in Campo d'Orto (en italien : Chiesa di San Matteo in Campo d'Orto) est un édifice religieux datant du XIIe siècle. Elle est située viale Alessandro Pascoli à proximité de l'église San Francesco al Prato en bordure du  centre historique de Pérouse, en Ombrie (Italie).

## Histoire
Sa construction de style roman remonte aux environs de 1175. À l'origine, l'église appartenait au monastère de la Sainte-Croix de Fonte Avellana , puis elle a été cédée aux frères mineurs.
Pendant la restauration de 1876 divers éléments lui ont été ajoutés dont une partie de la façade avec son fronton campanaire récupéré de l'église Santa Maria degli Aratri, démolie au cours du XIXe siècle.

## Description

### Extérieur
La façade dépouillée est dominée en position centrale par son clocher-mur.
Quatre escaliers mènent au portail surmonté par une petite niche à arc brisé et une simple rosace dépouillée.

### Intérieur
L’intérieur comporte une seule nef sans transept couverte par une voûte en berceau.

## Sources
- Voir liens externes